# Nathan Broadhead
Nathan Broadhead, né le 5 avril 1998 à Bangor au pays de Galles, est un footballeur international gallois. Il évolue au poste d'avant-centre au Wrexham AFC.

## Biographie

### En club
Né à Bangor au pays de Galles, Nathan Broadhead est formé par l'Everton FC. Il joue son premier match en professionnel le 7 décembre 2017, lors d'une rencontre de Ligue Europa face à l'Apollon Limassol FC. Il entre en jeu et son équipe s'impose par un but à zéro,
.
Le 2 août 2019, Broadhead est prêté pour une saison à Burton Albion.
Le 16 août 2021, Nathan Broadhead est prêté au Sunderland AFC pour une saison,
. Sa saison est contrariée avec une blessure qui survient en décembre 2021. Touché aux ischio-jambiers, il est indisponible pour plus de trois mois.
Le 9 août 2022, Broadhead est prêté pour une saison au Wigan Athletic.
Au mercato d'hiver son prêt prend fin prématurément afin de faciliter son transfert vers Ipswich Town. Il rejoint le club le 9 janvier 2023 et signe un contrat courant jusqu'en juin 2026,
. Il inscrit son premier but pour Ipswich le 11 février 2023 contre Sheffield Wednesday, en championnat. Il est titularisé et les deux équipes se neutralisent ce jour-là (2-2 score final),
.

### En sélection
Nathan Broadhead représente l'équipe du Pays de Galles des moins de 17 ans de 2014 à 2015. Il joue au total cinq matchs avec cette sélection.
Il joue son premier match avec les espoirs gallois le 1er septembre 2017 contre la Suisse. Il entre en jeu à la place de Daniel James et son équipe l'emporte par trois buts à zéro.
Le 19 mai 2022, Nathan Broadhead est appelé pour la première fois avec l'équipe nationale du Pays de Galles mais il doit déclarer forfait quelques jours plus tard en raison d'une blessure.
En mars 2023, Broadhead est de nouveau appelé avec l'équipe nationale du Pays de Galles. Il honore cette fois sa première sélection, contre la Croatie le 25 mars 2023. Il entre en jeu à la place de Daniel James et marque son premier but en sélection en égalisant dans les toutes dernières secondes du match (1-1 score final),,.

## Palmarès

### En club
Ipswich Town
- Vice-champion du Championship (D2) en 2024.